# Universitatea Națională de Muzică București
Universitatea Națională de Muzică București (U.N.M.B.; cunoscută și ca Conservatorul Ciprian Porumbescu din București sau Academia de Muzică București) este o instituție de învățământ superior.

## Istoric
Instituția a fost înființată în 1864 (prin decret semnat de Domnitorul Alexandru Ioan Cuza contrasemnat de primul ministru Mihail Kogălniceanu) și este singura școală bucureșteană de studii universitare înscrisă la învățământul de stat în domeniul muzical. A început să funcționeze la 6 octombrie 1864, sub denumirea Conservatorul de Muzică și Declamațiune, sub conducerea compozitorului Alexandru Flechtenmacher.
Începând cu anul 1907 se modifică titulatura, Conservatorul de Muzică și Declamațiune devenind Conservatorul de Muzică și Artă Dramatică.
La 17 iulie 1931 a fost transformat în Academia Regală de Muzică și Artă Dramatică.
În perioada 1950-1990 instituția a purtat numele de Conservatorul Ciprian Porumbescu.
În perioada 1990-1998 instituția a funcționat sub denumirea Academia de Muzică București.
Între 1998 și 2001 a purtat numele Universitatea de Muzică București.
Printr-o hotărâre de Guvern din ianuarie 2001 se numește Universitatea Națională de Muzică din București.

## Structură
Universitatea este organizată pe forma de învățământ de zi și cea fără frecvență. Rectorul universității este prof. univ. dr. Diana Moș. Universitatea are în compunere două facultăți: Facultatea de Compoziție, Muzicologie și Pedagogie muzicală (F.C.M.P.m.) și Facultatea de Interpretare Muzicală (F.I.M.).